# Kola Gabčíka a Kubiše

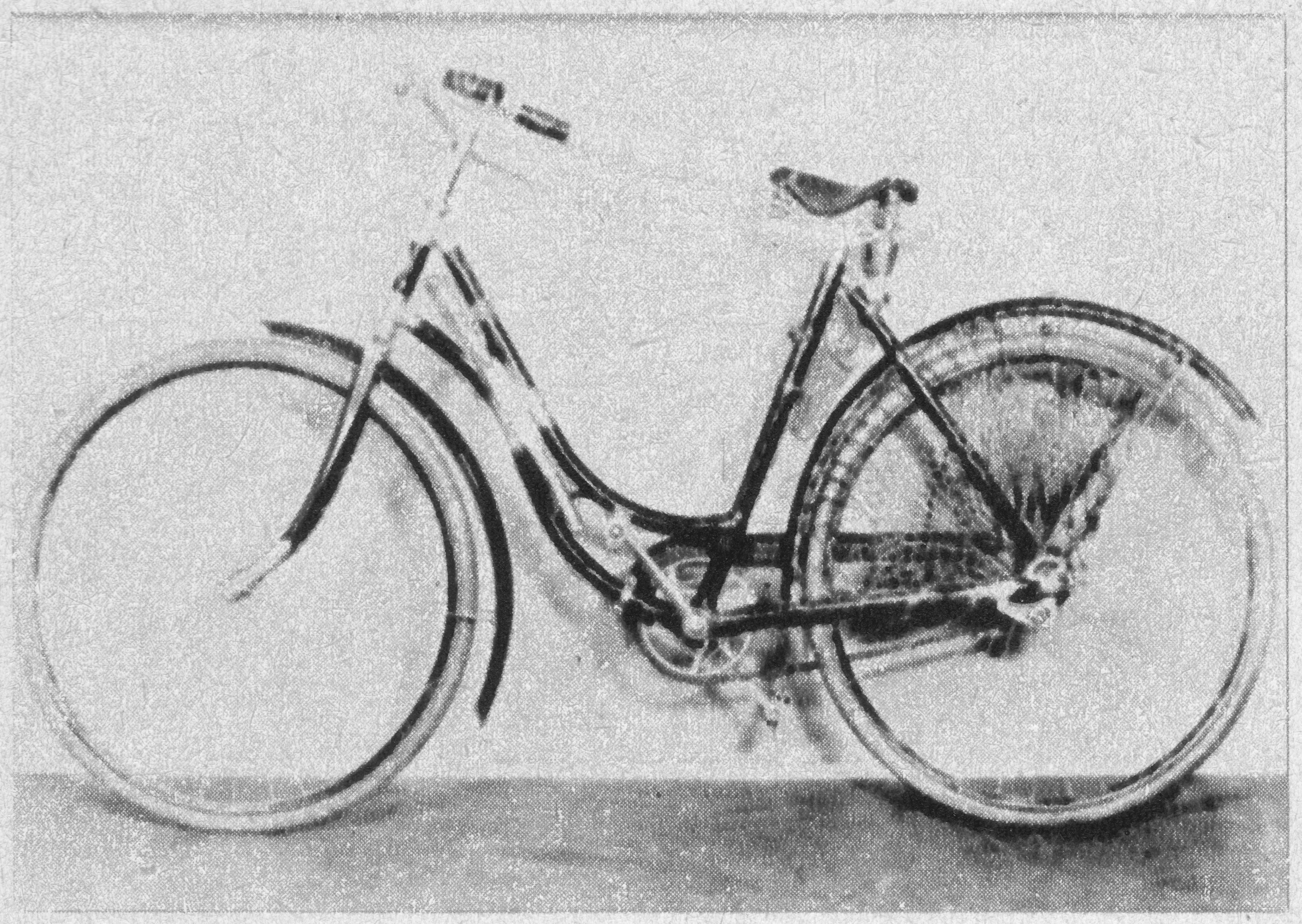
Dámské jízdní kolo Lydie Bondyové, které na místě atentátu zanechal parašutista Jozef Gabčík

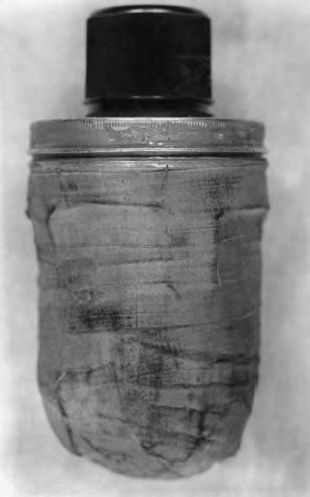
Zajištěná „bomba“ z místa činu

Jozef Gabčík a Jan Kubiš přijeli 27. května 1942 před 9.00 hodinou ráno na kolech (z vysočanského bytu Emanuely a Václava Khodlových nebo Marie a Josefa Ogounových z Dejvic) do Kirchmayerovy ulice v Praze-Libni a poté, co dokončili svůj úkol, pouze lehce zraněnému Janu Kubišovi se podařilo na bicyklu z místa činu po drobných peripetiích i odjet. Druhý velociped Jozefa Gabčíka zůstal na místě atentátu opřen o sloup pouličního osvětlení a spolu s dalšími předměty nalezenými v jeho blízkosti byl doličným předmětem německých kriminalistů. 

## Únik Jana Kubiše

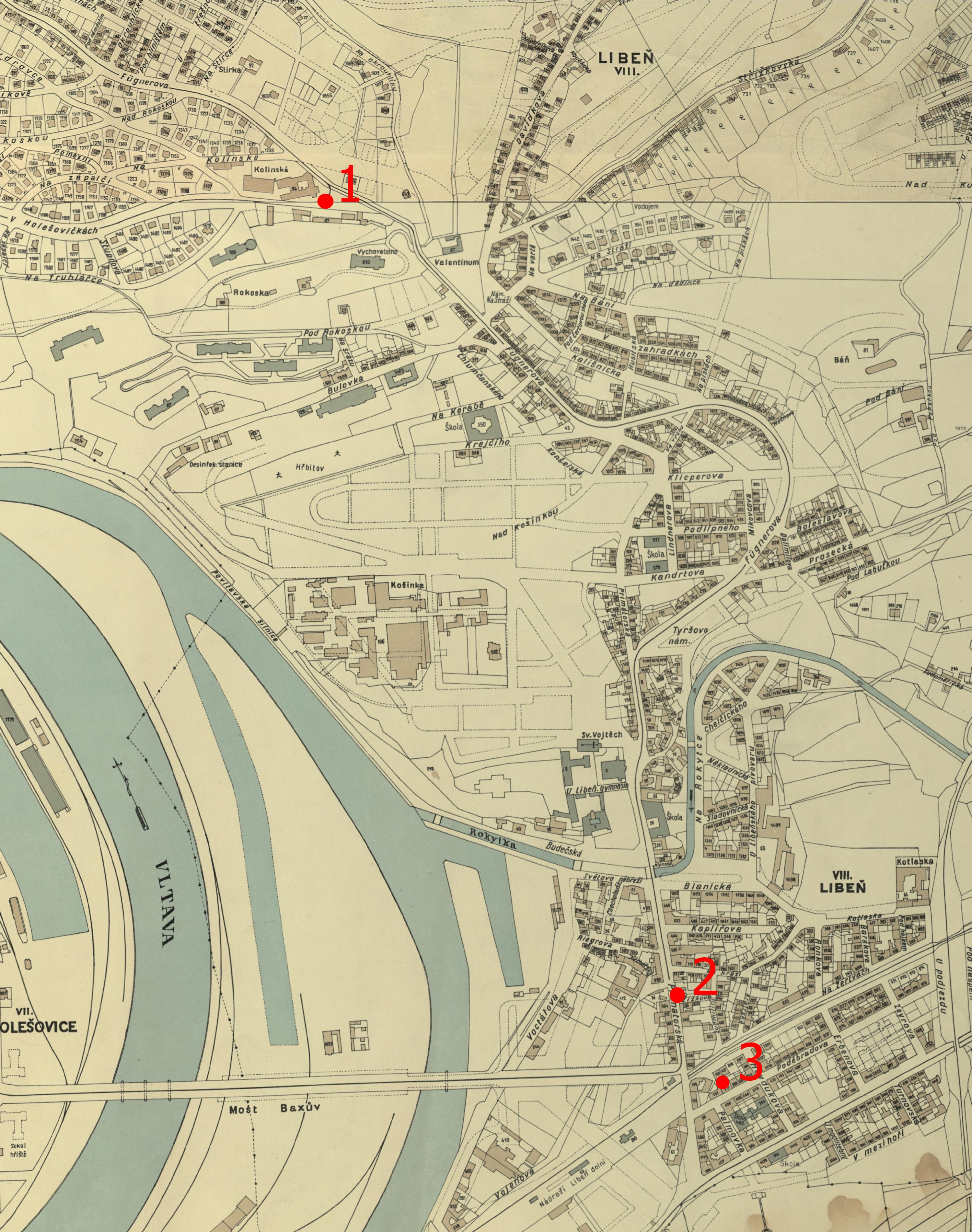
Legenda
1. místo atentátu
2. prodejna Baťa v Primátorské ulici
3. Dvůr domu v ulici Pavla Stránského 5

### Jízda Primátorskou ulicí
Při explozi granátu byl Jan Kubiš lehce zraněn v obličeji (nad levým okem) a snažil se rychle doběhnout ke „svému“ kolu. Z plošiny kolem místa atentátu projíždějící tramvaje číslo 3 vyskočil jeden z pasažérů, náhodný svědek Tomáš Grosslicht, a snažil se Kubišovi zastoupit cestu. Výstřel Jana Kubiše z pistole do vzduchu odradil nejen Grosslichta, ale i další cestující od případného pronásledování a dav zvědavců (převážně cestujících z tramvaje číslo 3) byl tímto výstřelem rovněž preventivně zastrašen. 
Cestou Kubiše ke kolu pronásledoval tedy jen strážmistr Bedřich Záleský, ale nejspíš nemínil riskovat a ani atentátníka dostihnout a proto běžel schválně pomalu. Kubišovi se podařilo dostat ke kolu, nasedl na něj a z místa atentátu ujížděl Primátorskou ulicí směrem k Bulovce a dál do Libně. Strážník Bedřich Záleský, který parašutistu původně nedbale pronásledoval, poté využil vzdálenosti od místa atentátu a nenápadně se vytratil. Nikdy nebyl gestapem odhalen a sám se rovněž nepřihlásil.

### Srážka s Anežkou Rožkovou
Atentátník spěchal, krvácel, špatně viděl (zraněnou tvář si kryl rukou) a na rohu nedaleko od libeňské sokolovny lehce srazil chodkyni Anežku Rožkovou. Výzva gestapa týkající se svědeckých výpovědí osob z okolí místa atentátu dopadla, v případě Anežky Rožkové, na úrodnou půdu, žena se protektorátním úřadům přihlásila, byla vyslechnuta gestapem v Petschkově paláci a poté ji německá tajná policie několikrát vyzvala ke konfrontaci se zadrženými, ale Rožková v nikom z nich cyklistu neidentifikovala. Po skončení boje parašutistů a dobytí krypty v pravoslavném chrámu svatého Cyrila a Metoděje byla Rožková dovezena do patologického ústavu k (tentokrát úspěšné)   identifikaci mrtvého Jana Kubiše. Za svoji spolupráci s Němci za protektorátu dostala odměnu 150 000 protektorátních korun a po skončení druhé světové války byla odsouzena k deseti letům odnětí svobody.

### U libeňské prodejny Baťa
Po srážce s Anežkou Rožkovou spadl Jan Kubiš z kola, ještě více krvácel, ale opět nasedl na velociped a dál pokračoval v jízdě Primátorskou ulicí dolů do Staré Libně. U libeňské prodejny firmy Baťa na Primátorské třídě opřel zkrvavený velociped o výlohu obchodu směřující do postranní ulice Slavatovy (dnes ulice U Synagogy) a tím zakončil svoji únikovou jízdu. Snažil se nepozorovaně projít postranními ulicemi a oklikami až na domluvené záchytné místo (do ulice Pavla Stránského) ve Staré Libni (do bytu rodiny Václava Nováka).

### Jindřiška Nováková

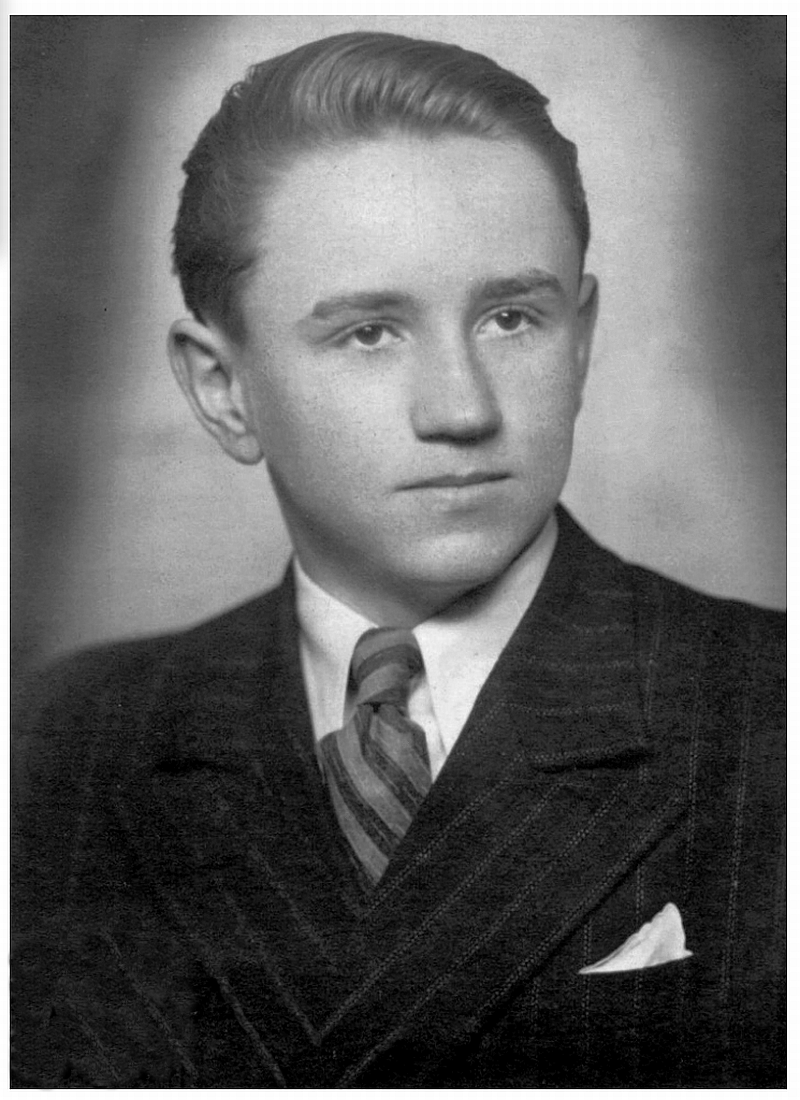
Miroslav Piskáček

Když přišla čtrnáctiletá Jindřiška Nováková dne 27. května 1942 (pár minut po vykonání útoku na zastupujícího říšského protektora Reinharda Heydricha) ze školy domů, v jejich kuchyni seděl zraněný Jan Kubiš, kterého Jindřiščina maminka Marie Nováková právě ošetřovala v obličeji. Poté jej vybavila novou košilí a dala mu železničářskou uniformu v níž Kubiš následně nenápadně opustil Libeň a odešel k Piskáčkovým do ulice Na Břehu ve Vysočanech. Ještě před odchodem od Novákových poprosil Kubiš Jindřišku, aby vyzvedla jeho zakrvavené jízdní kolo, které nechal stát u obchodu firmy Baťa na rohu Slavatovy a Primátorské ulice. Z taktických důvodů se dohodli, že Jindřiška nepůjde přímou cestou, ale oklikou pro případ, že by ji někdo pozoroval. 
V momentě, kdy Jindřiška kolo vyzvedla a chtěla ho odvézt, zpozorovaly ji Žofie Čermáková a Cecílie Adamová, které stály poblíž a ptaly se jí, proč to kolo bere. Jindřiška v souladu s plánem odpověděla, že velociped patří jejímu tatínkovi, který měl úraz. Jízdní kolo odvedla a postavila na dvůr, kde ho později vyzvedl Miroslav Piskáček, syn Jaroslava Piskáčka, jednoho z dalších spolupracovníků parašutistů. Miroslav Piskáček ho později vrátil původnímu majiteli Jaroslavu Smržovi. Mezitím ale bohužel obě ženy stačily několika kolemjdoucím povyprávět o tom, co zajímavého viděly. Bezprostředně po osudném dnu dala Marie Novákové Jindřišce zkrátit a naondulovat vlasy pro ztížení její případné identifikace.
Když gestapo rozjelo rozsáhlou pátrací akci kolem atentátu, dostaly svědkyně strach z toho, že budou popraveny, pokud neučiní udání. Cecílie Adamová dne 2. června 1942 navštívila Petschkův palác a vypověděla vše, co na vlastní oči viděla.
Následujícího dne ve středu 3. června 1942 gestapo zatklo 260 dívek a mladých žen, které bydlely v blízkém okolí, když si předtím vyšetřovatelé přímo v prodejně Baťa (Zenklova 286/26) zřídili štáb. Během vyšetřování muselo 42 dívek, včetně Jindřišky Novákové, na tomto místě před zraky obou žen na příkaz gestapa vést kolo, ale udavačky žádnou z dívek neidentifikovaly. Gestapo tak ještě týž den všechny dívky odvezlo do Petschkova paláce. V Petschkově paláci v kinosále se jedna dívka za druhou musela opět procházet s jízdním kolem, přičemž svědkyně (Cecílie Adamová a Žofie Čermáková) je pozorovaly průzorem pro filmovou promítačku.
 Obě ženy měly tak za úkol poznat dívku, kterou viděly odvádět jízdní kolo, ale ani jedna ji nepoznala, nebo ji ani poznat nechtěly.

Neuralgické body Kubišova úniku
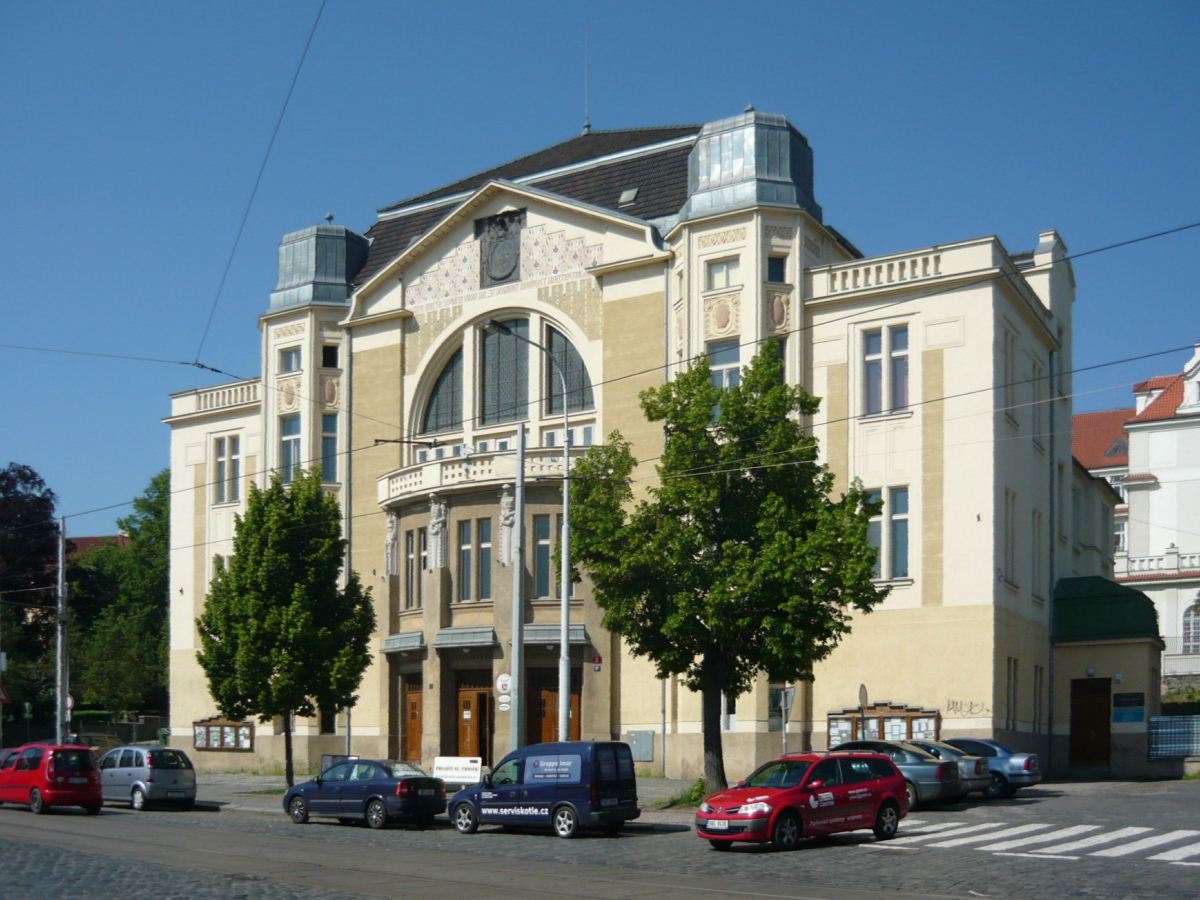
Libeňská Sokolovna (Zenklova 2/37, 18000 Praha 8–Libeň), vstupní průčelí
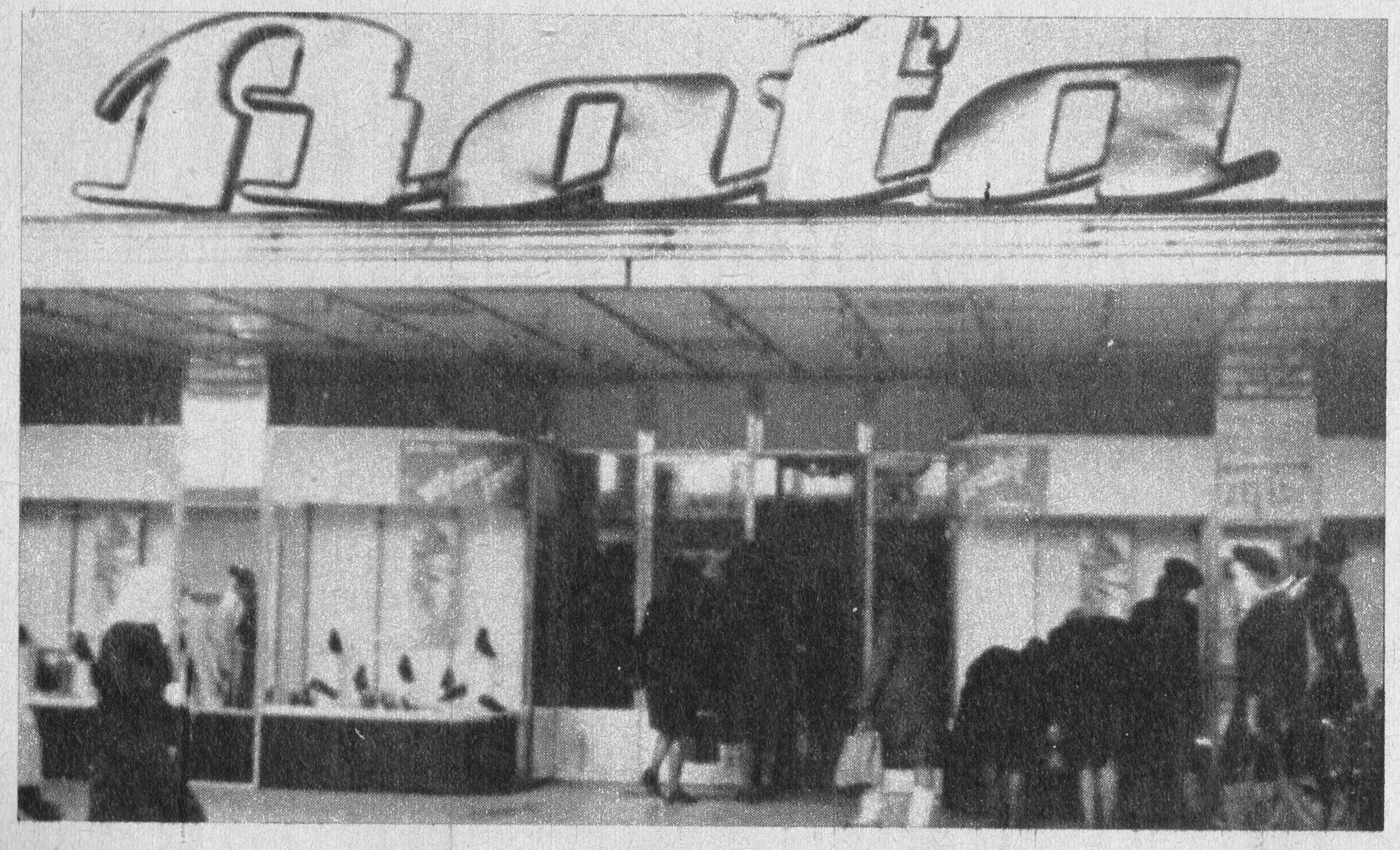
Vchod do libeňské prodejny firmy Baťa; rok 1942 (Zenklova 286/26, 18000 Praha 8–Libeň)
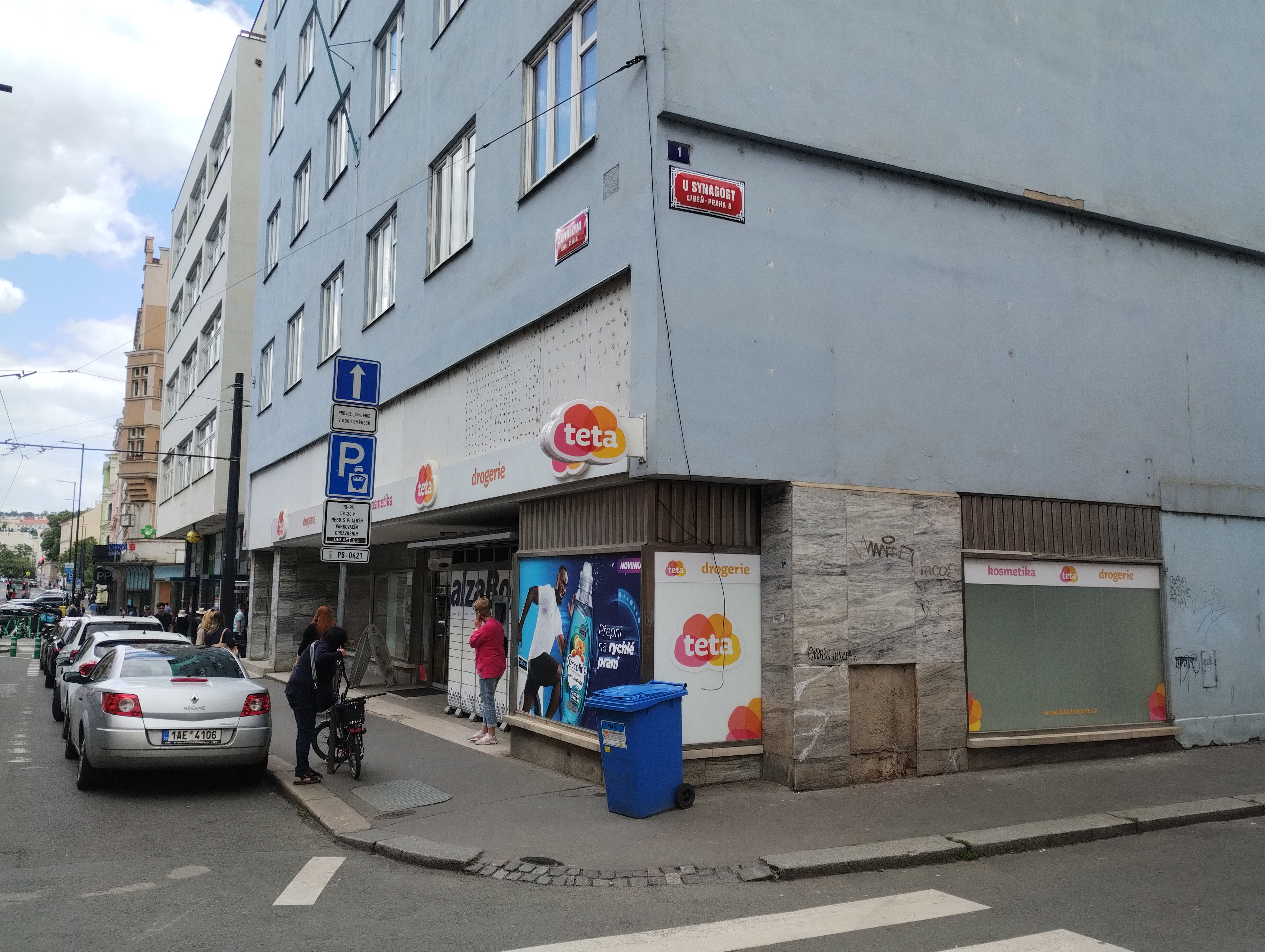
Roh ulic Zenklova a U Synagogy, kde Jan Kubiš zanechal své kolo, rok 2025
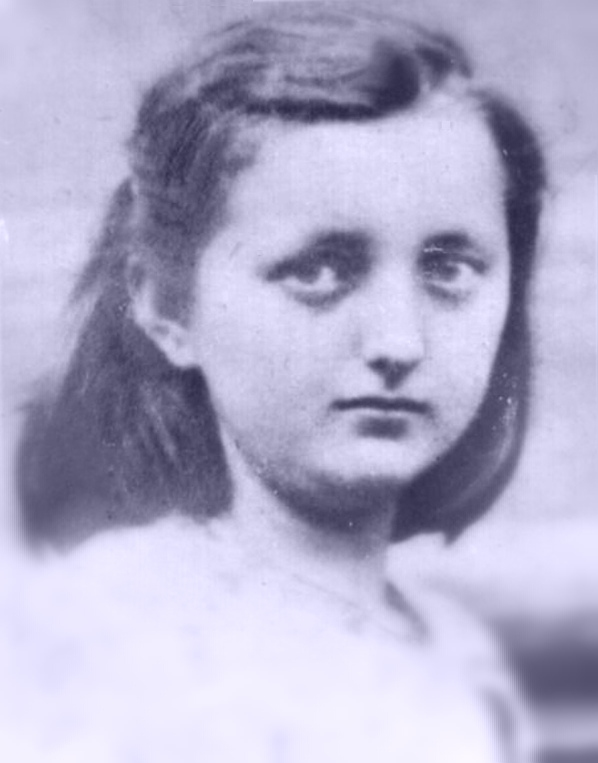
Jindřiška Nováková (bytem: ulice Novákových 351/3, 18000 Praha 8–Libeň)

## Únik Jozefa Gabčíka
Po atentátu byl Jozef Gabčík oddělen od „svého“ velocipedu projíždějící tramvají číslo 3 a zároveň jej pronásledoval Heydrichův osobní šofér a šéf ochranky Johannes Klein. Gabčík zanechal kolo na místě atentátu opřené o sloup pouličního osvětlení a utíkal nejprve do kopce Kirchmayerovou třídou a pak odbočil doleva do ulice Na Kolínské.

### Řeznický krám
Pronásledován Johannesem Kleinem a povozníkem Tomášem Grosslichtem, který byl Heydrichovým řidičem přinucen prchajícího sledovat, pokračoval výsadkář dále ulicí Na Kolínské směrem dolů. Dole, na křižovatce ulic Na Kolínské a Na Zápalčí zahnul Gabčík doleva a stále pronásledován Kleinem prchal ulicí Na Zápalčí až k řeznickému krámu Františka Braunera, kde se chtěl schovat a kde počítal s tím, že prodejna bude mít i druhý východ (ale ten tam nebyl).

### Přestřelka s Kleinem
Majitel řeznictví František Brauner (stoupenec nacistů a spolupracovník gestapa) vyběhl z prodejny ven a přivolal řidiče SS-Oberscharführera Johannese Kleina, jenž vběhl do obchodu. Gabčík, nemaje jiný únik, vyrazil proti Kleinovi a několikrát na něho vystřelil, Klein se sice během přestřelky kryl za jedním z betonových sloupků plotu, ale nakonec se Gabčíkovi podařilo řidiče zneškodnit (postřelil jej do nohy). Klein pak přikázal Braunerovi, aby Gabčíka pronásledoval. Ten ale učinil pouze několik váhavých kroků. 
Za pomoci hostinského Antonína Marka a řidiče Oldřicha Vaška řezník František Brauner dopravil postřeleného Heydrichova řidiče Johannese Kleina do Nemocnice Bulovka a za tento čin obdržel od protektorátních úřadů odměnu 200 000 protektorátních korun.
Odpoledne po atentátu navštívil Braunerovu provozovnu komisař gestapa, velitel protikomunistického referátu pražského gestapa v letech 1942 až 1945 SS-Hautpsturmführer Heinz Jantur, aby místo přestřelky ohledal a aby vyslechl majitele řeznictví Františka Braunera. V řeznickém krámku zajistil Jantur 3 nebo 4 prázdné nábojnice z Gabčíkovy zbraně.

### K Fafkovým
Gabčík mezitím utíkal směrem na západ, zmizel v postranních uličkách, nicméně vběhl omylem zpátky do ulice V Holešovičkách a to jen pár desítek metrů pod zničeným automobilem Reinharda Heydricha. Odtud pak atentátník seběhl dolů (de facto po hlavní třídě podél tramvaje) k Vltavě, kde se zanořil do spleti uliček, aby se nakonec dostal do bytu ke Svatošovým v Melantrichově ulici, kde se umyl a napil, a poté se přesouvá do vinohradského bytu rodiny Fafkových.

Řeznický krám Františka Braunera v proměnách času
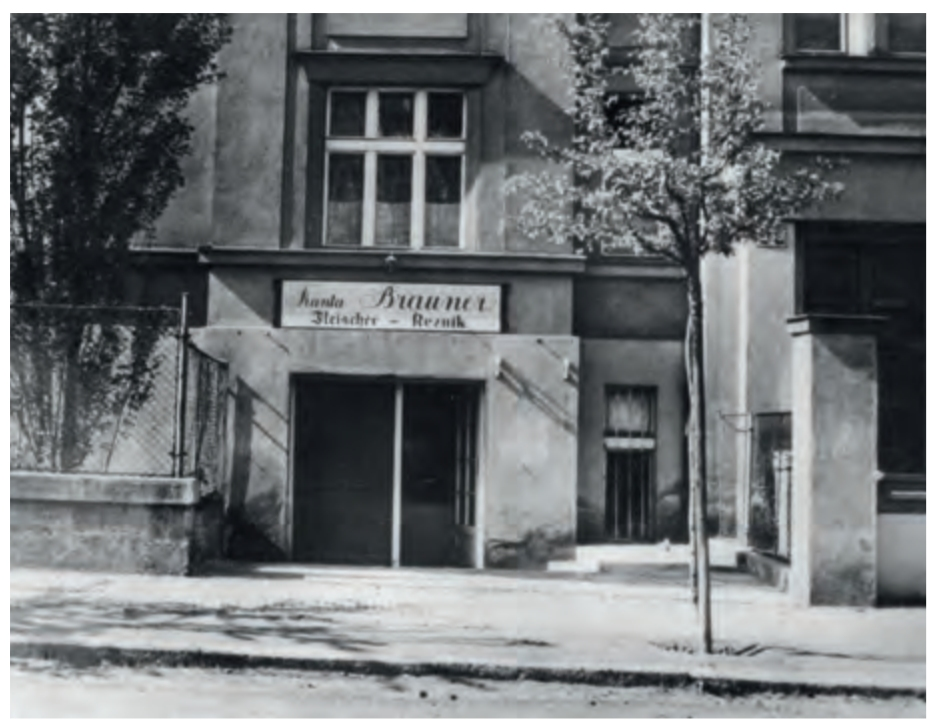
Rok 1942 (Na Zápalčí 22)
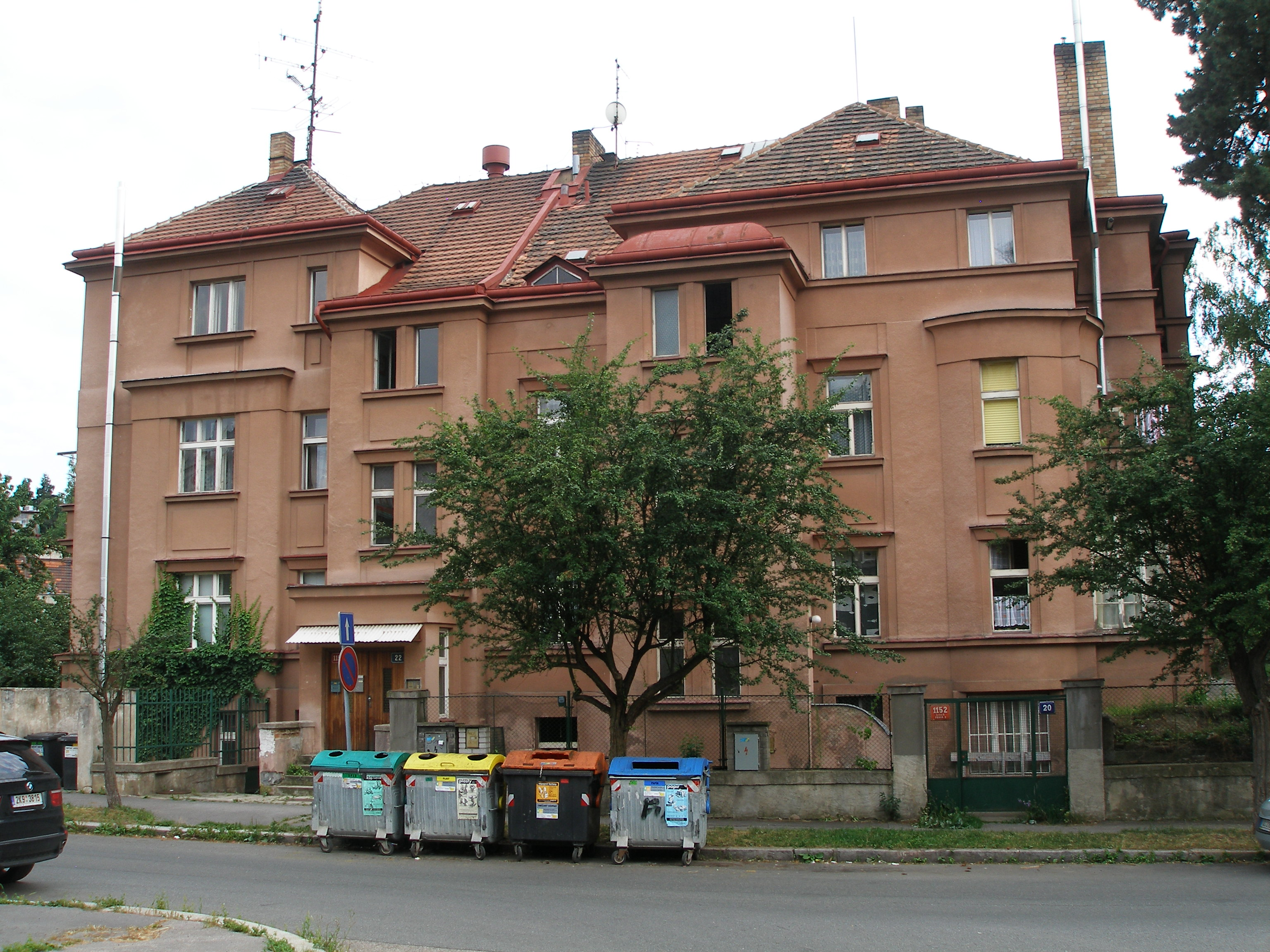
Dvojdům ve Valčíkově ulici (1153/22 (vlevo) a 1152/20 (vpravo)). Vstup do provozovny se nacházel nalevo od vstupu do levého z domů
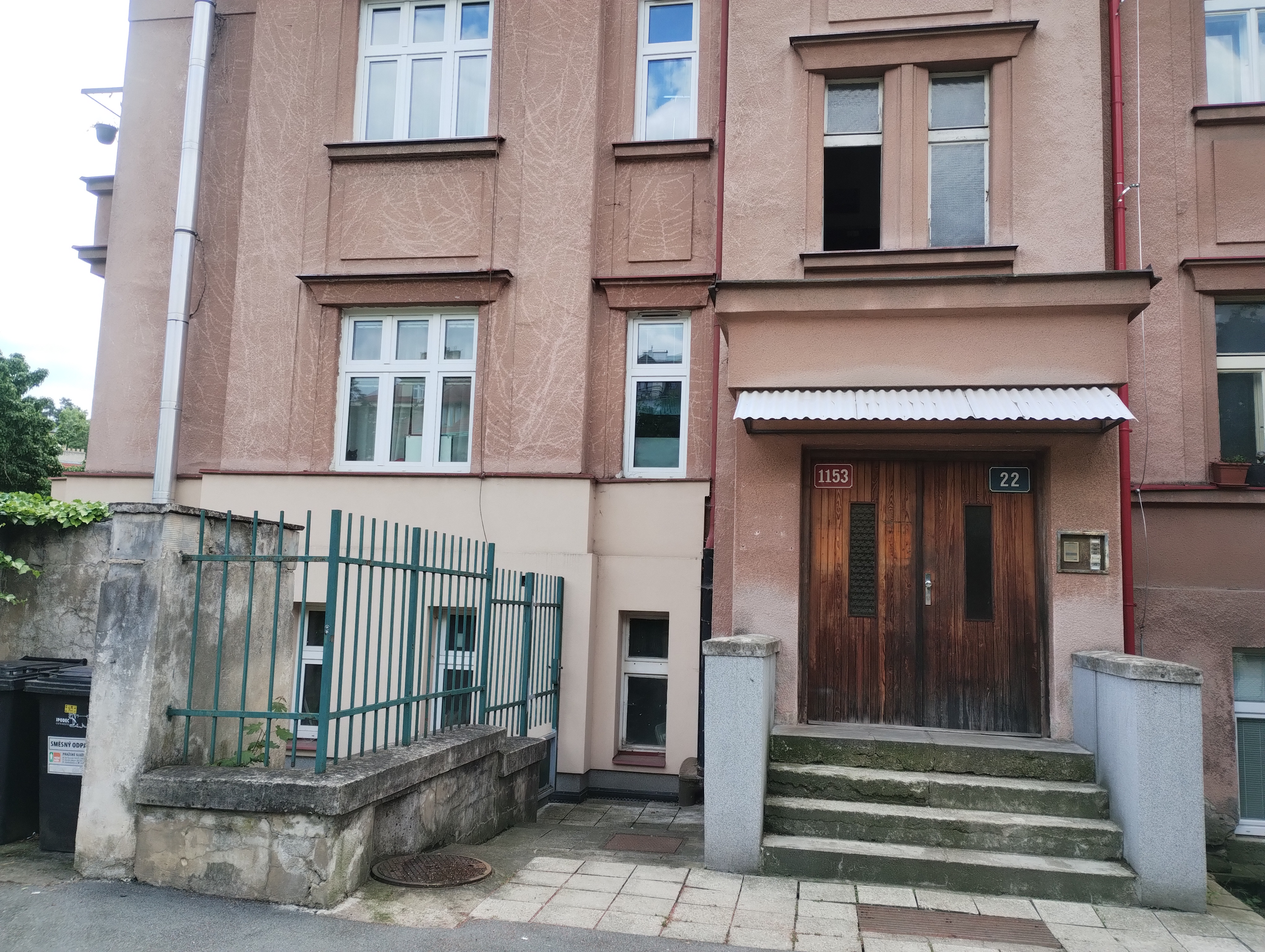
Detail vstupu do domu ve Valčíkově ulici číslo 1153/22. V prostoru za mřížemi místo prvního a druhého okna zleva byl vstup do provozovny řeznictví

## Pátrání

### Původ Kubišova kola
Jan Kubiš měl jízdní kolo půjčené od rodiny Jaroslava Smrže z Vysočan. Oba atentátníci na těchto kolech projížděli trasu jízdy Reinharda Heydricha z Panenských Břežan, kde bydlel, do Prahy.

### Původ Gabčíkova kola
V roce 1935 zakoupil obchodník s kůží Franz Holzner své dceři Lydii Holznerové ke 14. narozeninám v teplické prodejně Josefa Krčmáře dámské jízdní kolo. S patnáctiletým Vlastimilem Moravcem se stejně stará Lydie Holznerová poprvé setkala v roce 1936 v Teplicích, kde trávil prázdniny (na měsíc zde pobýval u německé rodiny, aby se zdokonalil v němčině) a odkud Lydie pocházela. Po smrti Franze Holznera (v roce 1937) a po postoupení českého pohraničí Německu na základě Mnichovské dohody se Holznerovi (Lydie, její sestra Edita a jejich matka Frieda) museli na podzim 1938 přestěhovat z Teplic na pražské Vinohrady. Jako Židé plánovali následně odjezd do Chile. Povolení k vystěhování, které začátkem roku 1939 dostali, se jim ale nepodařilo využít (v říjnu 1939 se to podařilo pouze Lydiině sestře Editě) a nakonec obě ženy (Lydie a Frieda) musely zůstat v Protektorátu Čechy a Morava.
Lydie si z Teplic přivezla svoje dámské jízdní kolo a zpočátku na něm jezdila do práce. V nemocnici, kde pracovala jako zdravotní sestra se seznámila s lékařem Jiřím Bondym. V roce 1941 se Lydie Holznerová provdala za MUDr. Jiřího Bondyho a přestěhovala k jeho rodině do ulice Elišky Krásnohorské.
Vzhledem k Norimberským zákonům, které zakazovaly Židům vlastnit dopravní prostředky i jízdní kola, Lydie Bondyová darovala svůj bicykl kolegyni, zdravotní sestře Marii Šebestové, která pro něj ale neměla využití. Kolo tedy přenechala svojí sestře Barboře Kuthanové, ale ta jí ho zase (pro nevyužití) vrátila zpět. Před Vánoci roku 1941 nabídla Lydie bicykl Marii Moravcové, respektive jejímu mladšímu synovi Vlastimilu Moravcovi a odtud se dámské jízdní kolo dostalo do Libně k Jozefu Gabčíkovi.

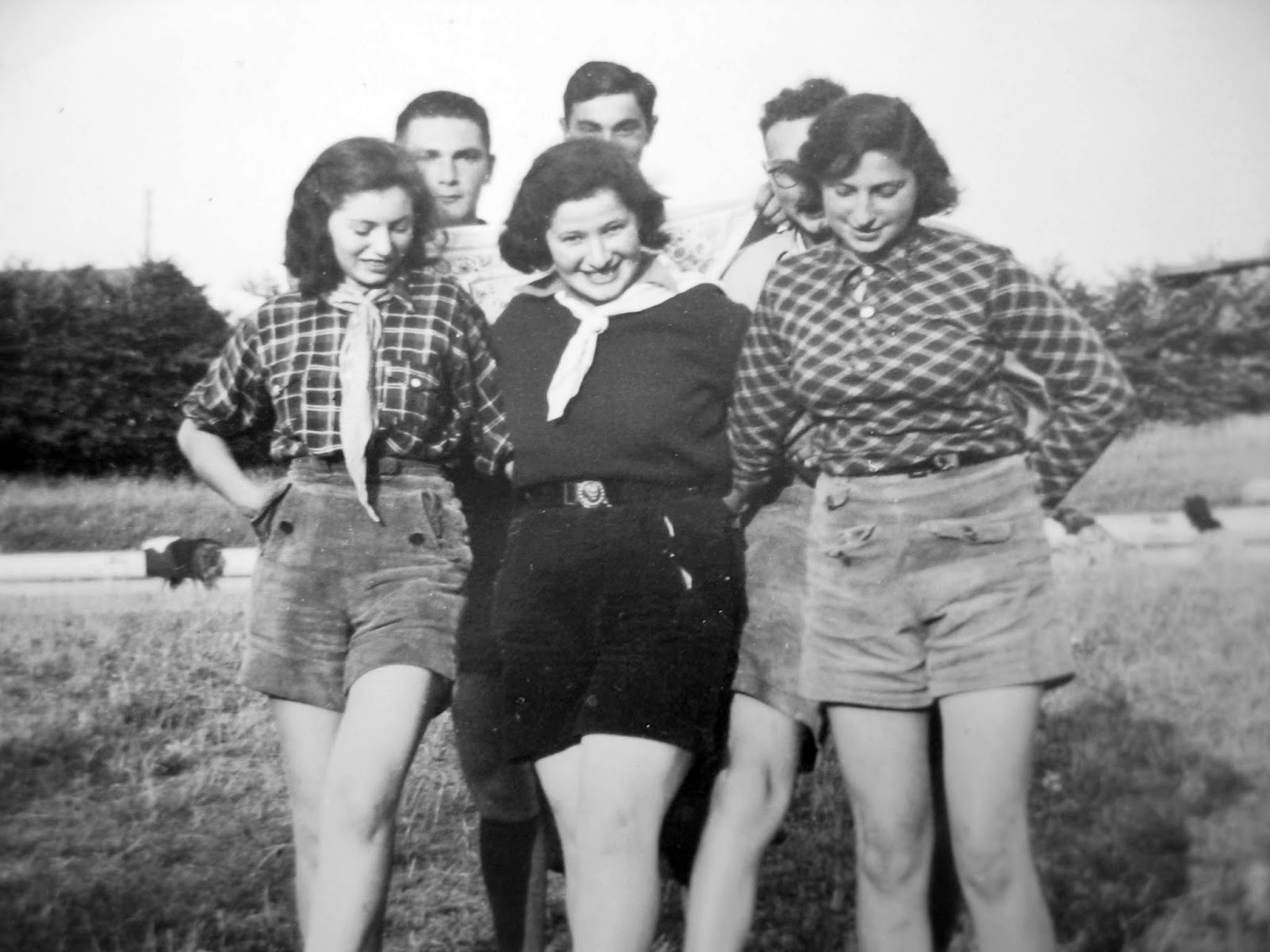
Mladší sestra Lydie Bondyové – Edita Holznerová ve tmavém oblečení uprostřed
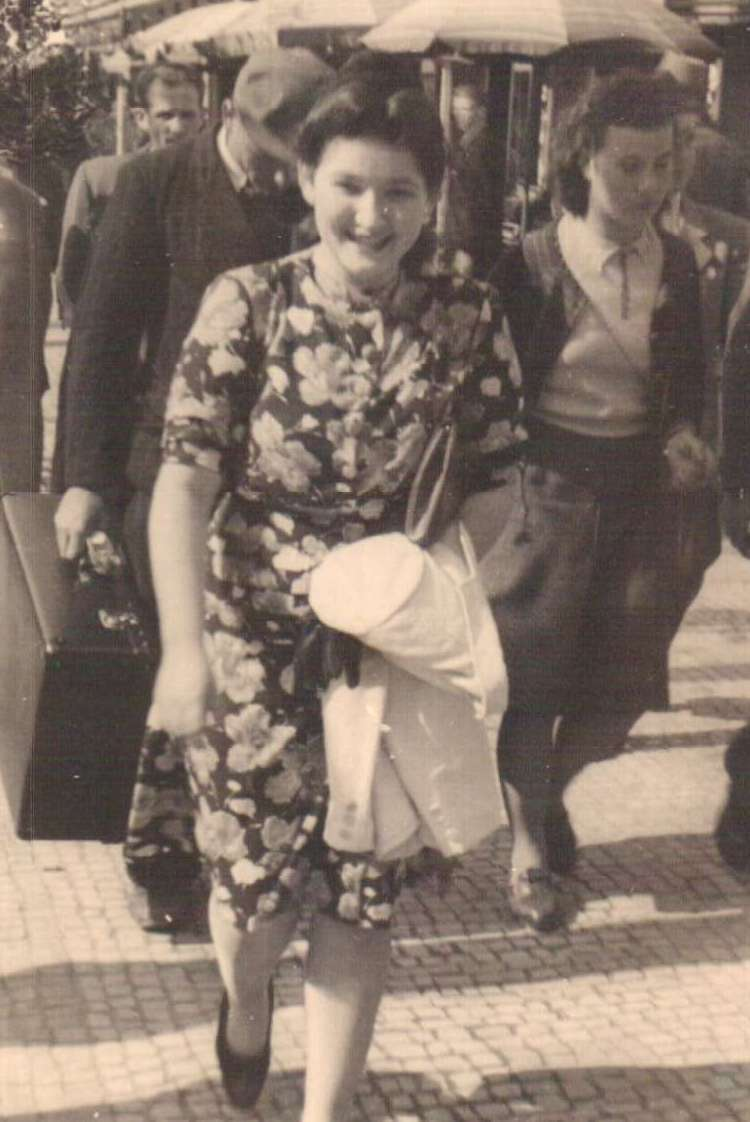
Lydie Holznerová, provdaná Bondyová
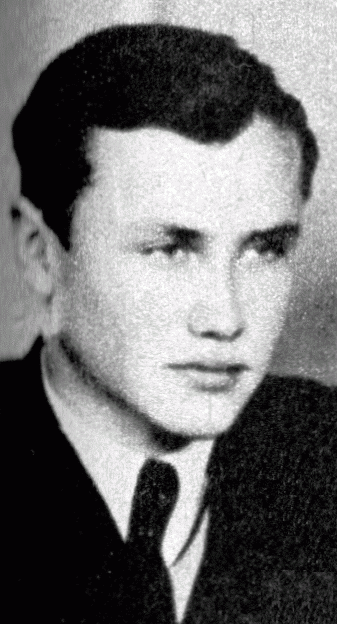
Vlastimil Moravec[p. 19]

### Vyšetřování na místě atentátu
Asi hodinu po atentátu se dostavil na místo činu velitel pražského gestapa Hans-Ulrich Geschke a státní tajemník Úřadu říšského protektora Karl Hermann Frank. Člen pražské tajné policie – německý fotograf gestapa – Adolf Dauer pak mezi polednem a časným odpolednem pořídil snímky celého místa atentátu.

### Předměty doličné
Gabčíkovo dámské jízdní kolo; letní plášť světle béžové barvy z balonového hedvábí s bílými knoflíky; čepice béžové barvy se značkou obchodního domu Bílá labuť; dvě kožené tašky; bomba i náhradní zásobník do samopalu Sten) to vše padlo do rukou německých vyšetřovatelů, kteří na základě rozboru vzorků zeminy z pláště kola určili, že se jezdec pohyboval nedaleko Panenských Břežan. Značka bicyklu a jeho výrobní číslo 40363 přivedly Němce do prodejny v Teplicích.

### Gabčíkovo kolo na Václavském náměstí
Ve výkladní skříni Baťova obchodního domu na Václavském náměstí byly předměty z místa atentátu vystaveny (a opatřeny výzvou, že osoba, která dodá zprávy, jež povedou k dopadení pachatelů obdrží 10 milionů protektorátních korun) a němečtí kriminalisté očekávali, že se najde někdo (zlákán vysokou finanční odměnou), kdo předměty pozná a jim se podaří určit jejich majitele. Ačkoliv byl velociped charakteristický například tím, že měl poškozený výplet na zadním kole, nikdo se nepřihlásil v Praze a ani v Teplicích, kde bylo kolo vyrobeno a prodáno; zvláštní vyšetřovací komise kupce a ani vlastníka jízdního kola nevypátrala. Slíbená beztrestnost a ani vysoká odměna nezlákala předchozí majitelky kola (Lydii Holzerovou, Marii Šebestovou, Barboru Kuthanovou) k poskytnutí jakýchkoliv informací.
... pachatel, jenž uprchl pěšky, zanechal v blízkosti místa činu dámský velocipéd značky Moto-Velo J. Krčmář Teplice tovární číslo 40 363. Tento dámský velocipéd má černé věnce kola s 9 mm širokými červenými pruhy, slonovinové červeně zdobené vidlice a rám, červená černě lemovaná řídítka, červenohnědé dobře zachovalé pérované sedlo, hnědou torbu na nástroje, černé chránidlo řetězu a značně poškozenou, tmavě a světle zbarvenou ochrannou síť ...
Vyhláška, kde byla vypsána odměna za dopadení strůjců atentátu, Popis Gabčíkova jízdního kola, 

## Prozrazení, odsouzení, ...
Zrada parašutisty Karla Čurdy a další intenzivní vyšetřování atentátu vedlo k postupnému rozkrytí sítě podporovatelů parašutistů. Lydie Bondyová–Holznerová (původní majitelka kola) byla zatčena, protože neposkytla Němcům informace o vlastníkovi bicyklu. Současně s ní byla zatčena i její matka Frieda Holznerová, její manžel urolog MUDr. Jiří Bondy, jeho strýc Zdenko (Zdeněk) Bergmann a oba jeho rodiče (zatčení v létě 1942): gynekolog a porodník MUDr. Alexander (Alexandr) Bondy a jeho manželka Hilda Bondyová.
Zatčeny byly i rodiny Šebestových a Kuthanových. Všichni byli 29. září 1942 odsouzeni k trestu smrti, který byl vykonán 24. října 1942 v odstřelovacím koutě v KT Mauthausen.
Rodina Novákových byla zatčena gestapem až 9. července 1942. Všichni rodinní příslušníci byli převezeni do věznice gestapa v Terezíně a odtud dne 23. října 1942 do Mauthausenu. Jindřiška Nováková byla (za svoji nepřímou účast na atentátu) zavražděna ve věku 14 let dne 24. října 1942 v 11 hodin a 12 minut. Byla nejmladší z obětí, které nacisté v Mauthausenu popravili. Ve stejný den byli manželé Novákovi i s dcerami Annou a Miroslavou a synem Václavem popraveni na stejném místě.

## Pamětní desky
Příběh obou jízdních kol vykonavatelů atentátu na Reinharda Heydricha – parašutistů Jozefa Gabčíka a Jan Kubiše – je svázán rovněž s několika pamětními deskami v pražských ulicích.

Pamětní desky v pražských ulicích
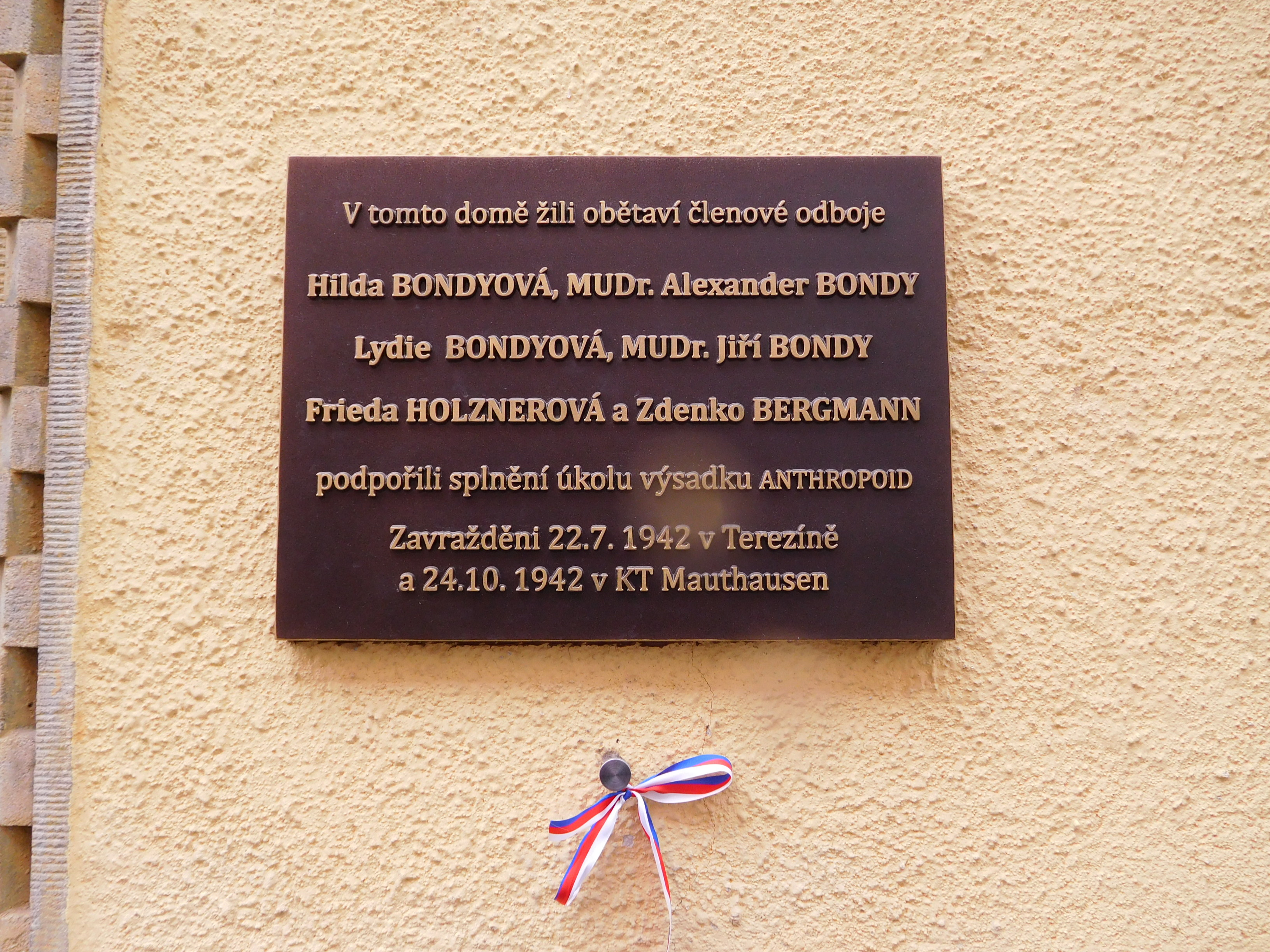
Pamětní deska podporovatelů výsadku Anthropoid (Elišky Krásnohorské 10/2, Praha 1 – Josefov)
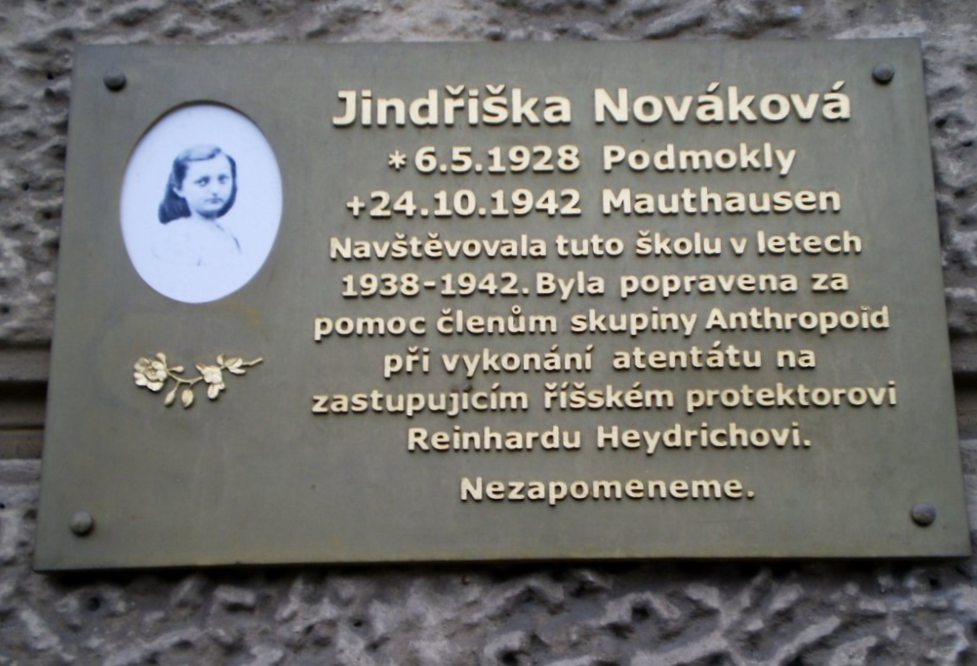
Pamětní deska na ZŠ Bohumila Hrabala (Zenklova 26/52, Praha 8 – Libeň)
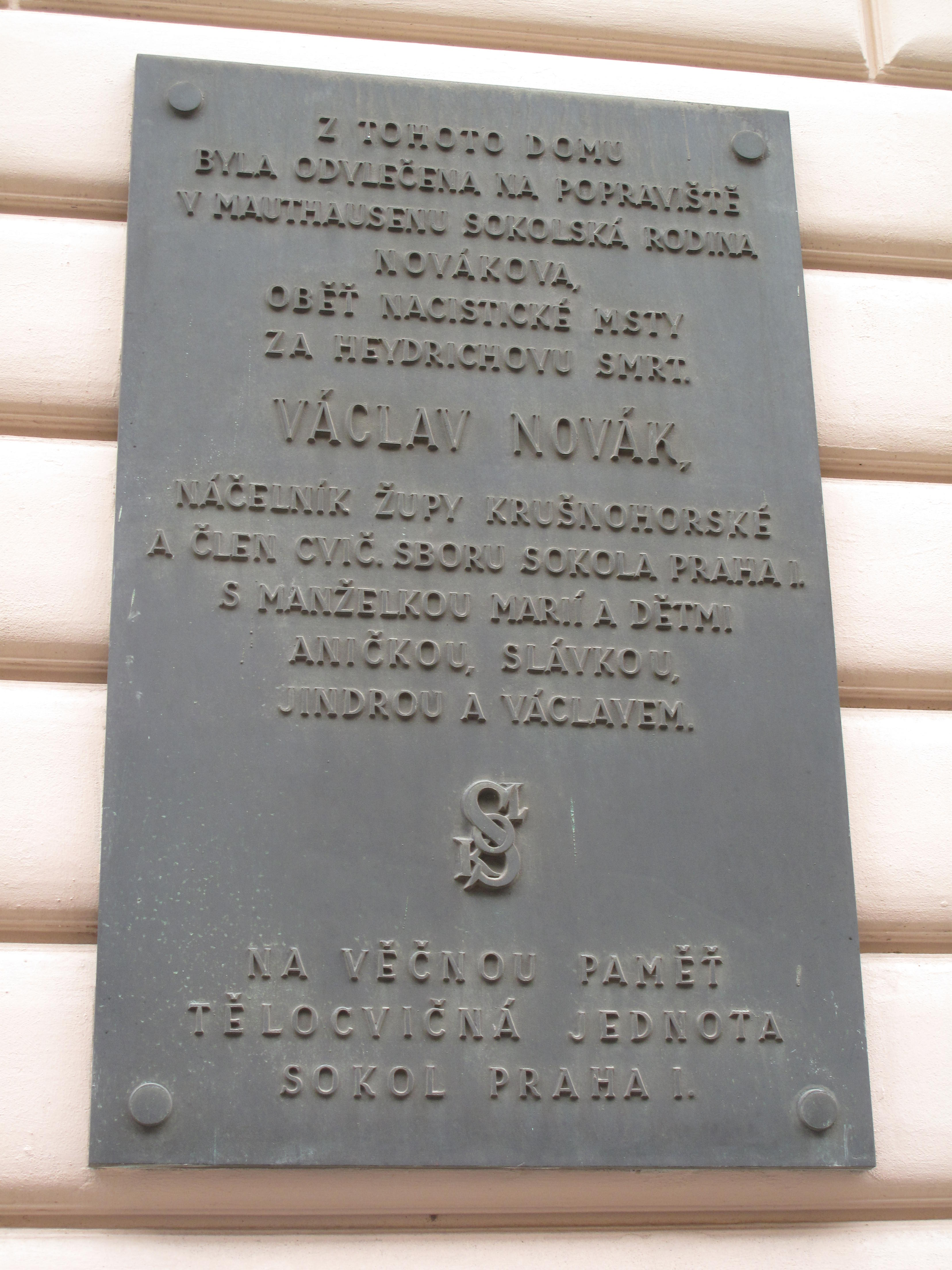
Pamětní deska věnovaná rodině Novákových (Novákových 375/5; Praha 8 – Libeň)

### Text na pamětní desce v ulici Elišky Krásnohorské

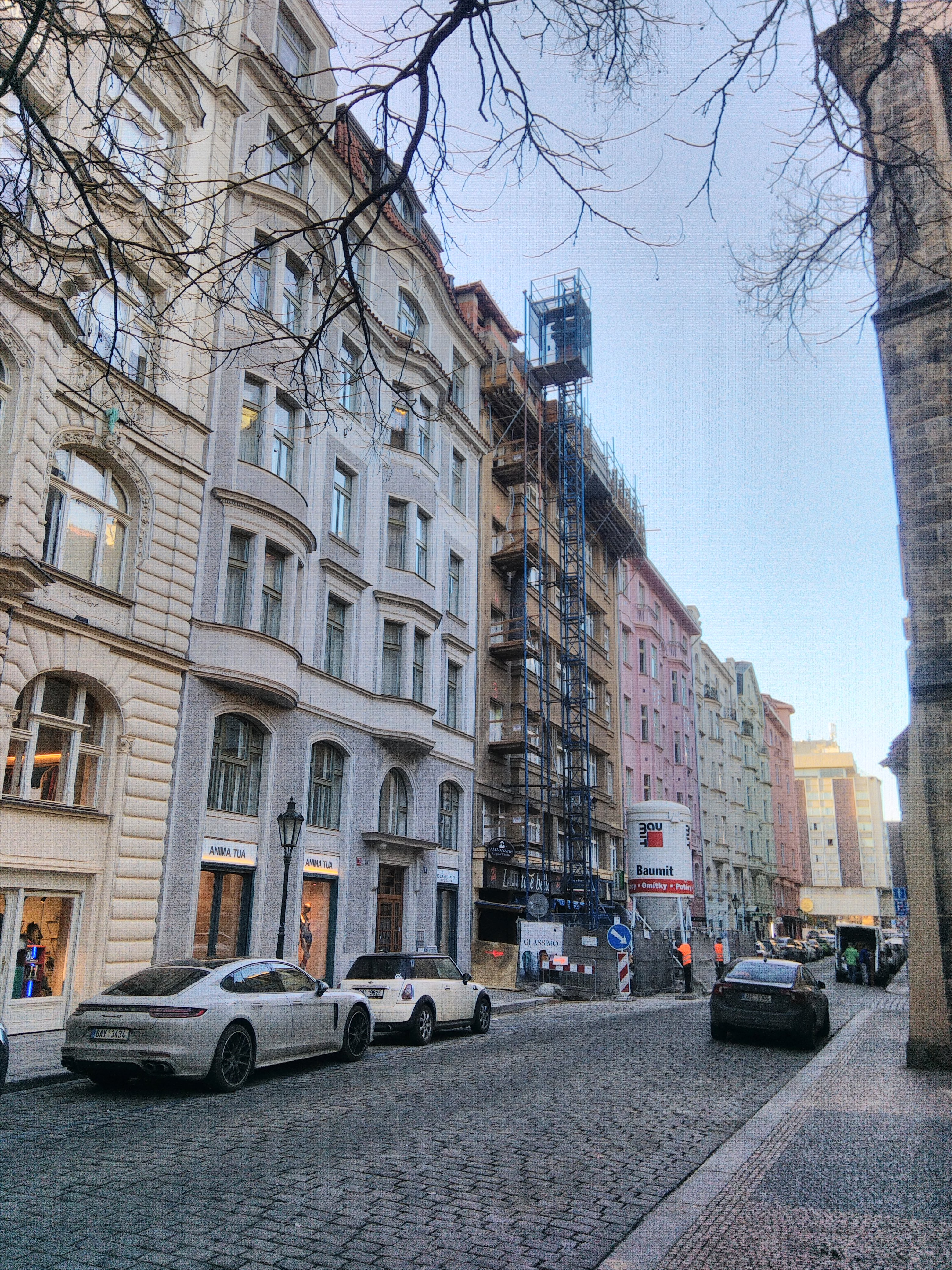
Ulice Elišky Krásnohorské v Praze 1 – Josefově

S příběhem Gabčíkova velocipedu souvisí pamětní deska, která je věnována památce příslušníků rodin Bergmannových, Bondyových a Holznerových, jež se nachází na obvodové zdi vpravo od vchodu do činžovního domu na adrese: Elišky Krásnohorské 10/2, 110 00 Praha 1 – Josefov.
V tomto domě žili obětaví členové odboje
Hilda BONDYOVÁ, MUDr. Alexander BONDY
Lydie BONDYOVÁ, MUDr. Jiří BONDY
Frieda HOLZNEROVÁ a Zdenko BERGMANN
podpořili splnění úkolu výsadku ANTHROPOID
Zavražděni 22.7.1942 v Terezíně
a 24.10.1942 v KT Mauthausen

 ,  ,  

### Text na pamětní desce v Zenklově ulici

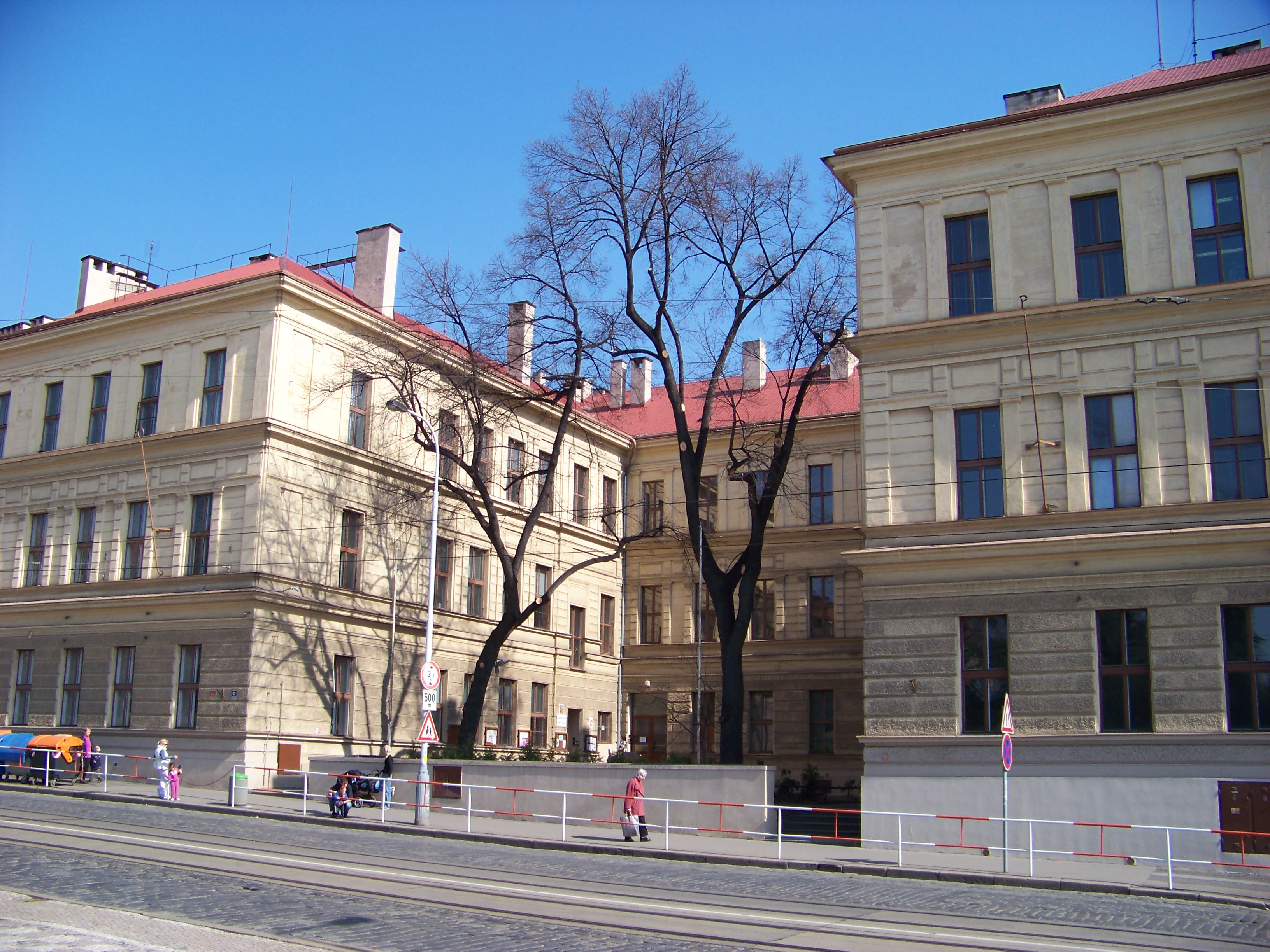
Základní škola Bohumila Hrabala (Zenklova 26/52, Praha 8 Libeň)

S příběhem Kubišova bicyklu souvisí pamětní deska věnovaná památce čtrnáctileté „dívky s kolem“ – Jindřišky Novákové, která byla dne 4. září 2014 (na symbolický den všech Jindřišek) slavnostně odhalena na vnější zdi budovy Základní školy Bohumila Hrabala na adrese Zenklova 26/52, Praha 8 – Libeň.
Jindřiška Nováková
*6.5.1928 Podmokly
†24.10.1942 Mauthausen
Navštěvovala tuto školu v letech
1938-1942. Byla popravena za
pomoc členům skupiny Anthropoid
při vykonání atentátu na
zastupujícím říšském protektorovi
Reinhardu Heydrichovi.
Nezapomeneme.

 ,  , 

### Text na pamětní desce v ulici Novákových

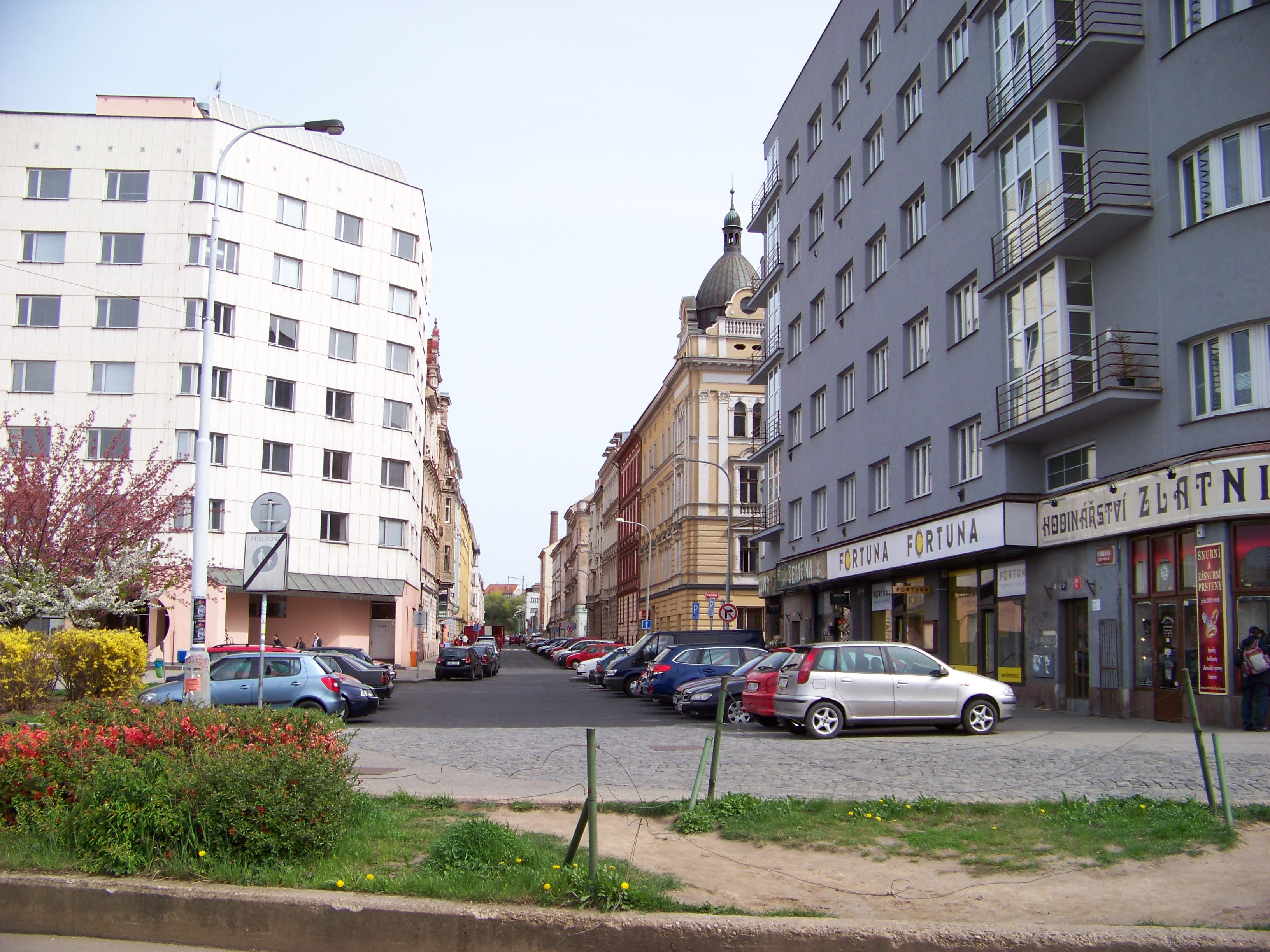
Pohled do ulice Novákových od Zenklovy ulice

Václav a Marie Novákovi bydleli na dnešní (2021) adrese Novákových 351/3 (od roku 1940 se ulice jmenovala Poděbradova, v letech 1940 až 1945 pak Pavla Stránského). Kvůli stavbě pražského metra byl původní dům zbořen, ale pamětní deska z něj snesená byla přemístěna na vedlejší dům na dnešní adrese Novákových 375/5 Praha 8 – Libeň.
Z tohoto domu
 byla odvlečena na popraviště
 v Mauthausenu sokolská rodiny
 Novákova,
 oběť nacistické msty
 za Heydrichovu smrt.
 Václav Novák,
 náčelník župy krušnohorské
 a člen cvič. sboru Sokola Praha I.
 s manželkou Marií a dětmi
 Aničkou, Slávkou,
 Jindrou a Václavem.
 Na věčnou paměť
 tělocvičná jednota
 Sokol Praha I.
 ,  ,